# ミロシュ・ゴルディッチ
ミロシュ・ゴルディッチ（セルビア語: Милош Гордић, ラテン文字転写: Miloš Gordić、2000年3月5日 - ）は、セルビアのサッカー選手。ポジションはゴールキーパー。

## 経歴
2023年7月2日、FK IMTに半年間の契約でレンタル移籍した。